# COCHAE
COCHAE（コチャエ）は、岡山県出身のグラフィックデザイナー・軸原ヨウスケ（じくはら ようすけ）と、折り紙デザイナー・武田美貴（たけだ みき）によるデザイン・ユニット。「cochae」とアルファベットの小文字で表記することもある。2003年（平成15年）に結成された。
グラフィック折紙の分野でデビュー直後から瞬く間に注目を集め、それまでほとんど作られていなかった絵がデザインされた折り紙を考案したり、戦前の創作折り紙の復刻を手掛けるなど、「あそびのデザイン」をテーマに伝統文化に新しい視点を取り入れた玩具や雑貨の開発、商品企画、展示やワークショップ、書籍の企画・編集・デザインなど幅広く活動する。
2008年（平成20年）、折り紙パズル「ファニーフェイスカード」でグッドデザイン賞を受賞したほか、とくに伝統的な和の文化を採り入れた作風が国内外で高く評価される。デザインでは、2012年（平成24年）に発表した山方永寿堂「岡山名物 きびだんご」 のパッケージデザインや、折り紙風呂敷の「福コチャエ」などで広く知られ、企業ほか美術館や博物館とのコラボレーション企画を多数もつ。

## メンバー
軸原ヨウスケと武田美貴の2人のデザイナーによる。作品は2人が共同で考案することもあるが、折り紙の折り方はすべて武田が、細かい文字組みはすべて軸原が担当する。
ユニット名の「COCHAE（コチャエ）」は、メンバーの出身地である岡山県の民謡「こちゃえ節（備前太鼓歌）」から名付けられた。「こちゃえー、こちゃえー」という独特の節まわしは「こちらへどうぞ」「こっちはいいぞ」という意味の俗語で、天保年間に流行した囃子言葉である。岡山では広く知られる民謡であり、小学生の頃に合唱団に加入していた武田はしばしば口ずさみ、軸原も「こちゃえ節」のファンクバージョンのレコードをよく聞いていたという。
2020年（令和2年）から、スタッフとして菅野沙耶が加入した。

### 軸原ヨウスケ
じくはら ようすけ。岡山県出身・在住のグラフィック・デザイナー。日本映画学校で映像を学ぶ。
2011年（平成23年）5月に郷里の岡山県に戻り、地元企業の商品開発やパッケージやポスターのデザインなど、地域に根差した活動を行う。若い頃には、松本俊夫、松岡正剛、ルドルフ・シュタイナーなどに影響を受けた。郷土玩具を愛し、なかでも東北地方のこけしにとくに魅力をおぼえ、コレクターとしても知られる。2012年（平成24年）に占い師のパウロ野中（浅草橋天才算数塾）とともに伝統こけしの普及をめざすユニット「コゲスンボコ社」を結成した。BEAMSや虎屋などの企業とタイアップしてオリジナルデザインのこけしを創作するなど、活動の幅は多彩。
2016年（平成28年）にイラストとパッケージデザインで「TOP AWARDS ASIA」を受賞した「音茶屋珈琲店（ONSAYA COFFEE）」のティーバッグ・コーヒー「山珈琲」では、商品の企画段階から携わり、登山時に飲むコーヒーというアイデアも提供した。
折り紙は苦手で「まったく折れない」と自認する。
株式会社オンチュウ代表取締役。日本郷土玩具の会会員。

### 武田美貴
たけだ みき。岡山県出身・京都府京丹後市峰山町在住の折り紙デザイナー。多摩美術大学で映像を学び、在学中に京都国際学生映画祭で2年連続で入賞した。
本格的に折り紙をはじめたのは、COCHAE（コチャエ）の活動のはじまりとなる2003年、大学4年時からである。COCHAE（コチャエ）結成当時に多くの折り紙を考案していた光森康郎の脱退後、2005年頃からCOCHAE（コチャエ）の折り方・折図を全面的に担当する。
地元・京丹後市での創作活動と育児の傍ら、2008年（平成20年）以降、京都造形芸術大学の非常勤講師をはじめ、各地でワークショップや折り紙教室の講師を務める。
高級で触る機会の少ない丹後ちりめん製の折紙を開発するなど、地域に埋もれた文化や古来の玩具などを折り紙という伝えやすい形に置き換え、そのものがもつ本来の魅力を広める活動をすすめる。

## 来歴
2003年（平成15年）、東京で活動を開始した。高校時代からの友人だった軸原ヨウスケと光森康郎、大学時代に知り合った武田美貴との3人で、知人が発行していた藁半紙のフリーペーパーに、切り離して折ると鳥になる折り紙と写真のコラージュ作品を掲載したのがきっかけであった。これが雑誌『装苑』編集部の目に留まり、「2004年のニューカマー」として紹介されることになり、急遽ユニット名を決める必要に迫られて結成したのが「COCHAE（コチャエ）」である。『装苑』の要請を受けて、雑誌掲載のために数点の作品を考案したところ、雑誌を読んだ大阪のギャラリーから個展開催の依頼を受けるにいたり、とんとん拍子に活動が本格化した。初期の折り紙作品は絵付きではなく、雑誌の切り抜きが使われていた。複数の紙でコラージュしたオブジェのようなものだったという。
結成当初のCOCHAE（コチャエ）は、軸原、武田、光森の3人で活動したが、約2年後に光森が脱退。緻密な折り紙を得意とした光森の考案した難易度の高い折り紙作品が主体であったCOCHAE（コチャエ）の作品は、その後、武田が折り方や折り図を担当し、だれでもかんたんに折れる折り紙へと移行した。
2008年（平成20年）、折り方をわずかに変えるだけで多様な表情作り出せると気付いた武田が発案した、絵付き折り紙パズル『ファニーフェイスカード』でグッドデザイン賞を受賞した。「赤ん坊でも折れるような折り紙」というコンセプトで考案された作品であるという。
2009年（平成21年）には、国内外で4冊の著書を出版。この頃には、軸原が発案し、コクヨと共同開発した「トントン相撲」 や「こけしおり」など、折り紙以外の紙細工も手掛けるようになっていた。この当時、こけしの紙製グッズがあまり出回っておらず、この分野においてもCOCHAE（コチャエ）は先駆者となった。小説家の萩田洋文とコラボした折り紙実験小説や、ワークショップの開催など、活動の幅を広げた。
2011年（平成23年）、郷里である岡山県に本社を移転し、軸原ヨウスケは岡山に転居する。武田美貴は結婚・出産を機に、京都府京丹後市に居を移したが、ユニットは解散することなく、ほぼ毎日の電話と月1回程度のミーティングで活動を継続している。
COCHAE（コチャエ）独自のまったく新しい折り紙作品の創作と並行して、作者不明ながら全国で伝え残り折り紙の入門として知られる伝承折紙にイラストをつけ、新しい折り紙として復興を試みる。2019年（令和元年）には国立新美術館併設のギャラリーで企画展「COCHAEの絵付伝承折紙」を開催した。
これに先立つ2016年（平成28年）には、大正中期から昭和初期に活動した創作折り紙作家・中島種二の折り紙を復刻した『カワイイヲリガミ細工』を出版している。2013年（平成25年）頃に、戦前などの古い折り紙を蒐集していた軸原がヤフオクで落札したスクラップブックに感銘を受けたのがきっかけだった。種二の折紙は、絵付き折紙を10年以上創作してきたCOCHAE（コチャエ）にとって「先祖ともいえる折紙」であり、軸原はその出会いに興奮したという。復刻にあたっては独身で没した種二の関係者の遺族を捜し出して許可を取り、詳細が不明な折図は武田が補足した。
2018年（平成30年）に東京国立博物館で30万人の入場者を記録した特別展「縄文－1万年の美の鼓動」では、国宝5体を含む全20 種類の土偶折り紙を収録した書籍を出版。折り方を考案した武田は、特別展会期中の博物館でのワークショップも担当した。
結成15周年を迎えた2018年（平成30年）には、「COCHAE（コチャエ）15周年展」を岡山県のCCCSCD（岡山市北区石関町）で開催した。会期は12月1日から翌年1月6日で、代表作のほか、鬼太郎や広島カープ、ルノアール展限定の作品など100点を紹介した。

## 芸術性と評価
COCHAE(コチャエ)は、「驚きと喜びのある物づくり」、「あそびのデザイン」をモットーに、折り紙やこけしなど、21世紀の生活様式のなかで忘れられかけている郷土の伝統や文化を掘り起こし、現代に継承していくことを原点に活動する。それまでほとんど創作されてこなかった、絵付き折紙などの斬新なグラフィック折り紙を創作するとともに、第二次世界大戦以前に中島種二が考案した創作折り紙の復刻や、古くから全国に口頭でのみ伝え残されてきた伝承折り紙の文書化を手掛け、折り紙による伝統文化の新しい視点での継承や復刻に携わる。
折り紙という文化が再発見・再注目されるきっかけを築いたと評価され、全国各地の博物館や美術館のミュージアムショップ、ギャラリーなどで作品が紹介されている。博物館等では展覧会の企画ポスターも多数手掛け、そのうち、特色の効果で作品の個性を際立たせた岡山県立美術館主催の現代アート企画展「自由になれるとき現代美術はこんなにおもしろい！」（2012年）など3点の展覧会ポスターが、グラフィック社が編集・刊行した『展覧会のグラフィックデザイン』（2015年）で紹介された。

### 受賞歴
- 2008年（平成20年）、折り紙パズル『ファニーフェイスカード』で、グッドデザイン賞を受賞[4]。
- 2013年（平成25年）、『トントン紙ずもう』（KOKUYO、2012）で、「グッド・トイ2013」選定[30]。
- 2013年（平成25年）、『猫のパラパラブックス』で第47回造本装填コンクールで審査員奨励賞を受賞[2][31]。
- 2016年（平成28年）に「YAMA COFFEE」（ONSAYA、2015）のパッケージデザインで、翌2017年（平成29年）に風呂敷「猫むすび」と「ぶらさがりコチャエ」で[32]、2020年（令和2年）に「紅だるま」（佐藤紅商店、2017）で、TOP AWARDS ASIAを受賞[33]。

### メディア紹介
- 2015年（平成27年）7月20日放送、NHK「Doki Doki! ワールドTV」にて、折り紙風呂敷の「福コチャエ」シリーズの「だるま」や「獅子舞」が紹介された[6]。
- 2015年（平成27年）11月15日放送、NHK「NHKニュースおはよう日本」の「まちかど情報室」にて、折り紙風呂敷の「福コチャエ」シリーズの「ひょっとこ」「おかめ」が紹介された[34]。
- 2018年（平成30年）11月6日放送、TBS「マツコの知らない世界」にて、折り紙風呂敷「福コチャエ」シリーズが紹介され、他の出品と比してマツコの好みにあったという[35][36]。
- 2019年（令和元年）9月22日放送、MBS「所さんお届けモノです!」にて、折り紙風呂敷のシリーズが紹介され、出演者の新井恵理那のインスタグラムでも紹介された[37]。
- 2020年（令和2年）8月26日放送、NHK「ニュース630 京いちにち」の特集『広がる 折り紙の世界』に、武田美貴が出演[20]。
- 2021年（令和3年）6月20日放送、MBS「京都知新」#255で折り紙デザイナーとして武田美貴が特集された[38]。

## 作品

### 著書・カードブック

#### 和書
- 『折りCA』シリーズ、青幻舎、2003年～ - 累計8万部を超える折り紙カードブック[1]
- 『ファニーフェイスカード』2006年　– 折り方の工夫次第で100通り以上の顔が現れる簡単な折り紙[23]。2008年グッドデザイン賞受賞[4]
- 『百羽鶴』青幻舎、2008年　- 日本の伝統色100色に100パターンのグラフィックを採り入れた伝承折り紙[21]
- 『妖怪おりがみ』 講談社、2008年 - 折ると日本の妖怪が折りあがるようデザインされた24種の折り紙[21]
- 『おしゃれ折り紙入門』エイ出版社、2014年
- 『カワイイヲリガミ細工：戦前に考案された古くて新しい中島種二の紙細工』誠文堂新光社、2016年
- 『武井武雄のこけし』パイインターナショナル、2012年
- 『DARUMA BOOK だるまのデザイン』青幻舎、2013年
- 『折る土偶ちゃん‒作って発掘・縄文おりがみ‒』譽田亜紀子・COCHAE共著、朝日出版社、2018年
- 『うんこおりがみブック』文響社、2019年

このほか、多数。小学館の雑誌『幼稚園』2018年4月号では新連載記事の「おあそびえほん」第1回を担当したほか、『Kodomoe（コドモエ）』『うんこドリル5・6さい こうさく』などで付録を担当することも多い。

#### 洋書
- 『Cochae - Origami Card Book by Various』Seigensha、2006年、ASIN : B01K186GU8
- 『OriGrafix Japan: Traditional Designs』Heian 、2010年、ISBN-13 : 978-0893469528
- 『Cochae Kokeshi Origami by Y Jikuhara & M Takeda』Seigensha、2011年、ASIN : B01LP7L31Q

ほか、多数。

### 玩具・グッズ
- 「写楽面 SHARAKU MEN」フィルムアート社、2009年
- 「トントン紙ずもう」WORK×CREATEシリーズ　コクヨS&T、2012年
- 「くるくるコマあそび」WORK×CREATEシリーズ　コクヨS&T、2013年
- 「こいこい花札」WORK×CREATEシリーズ　コクヨS&T、2014年
- 「福コチャエ」シリーズ －　弁当などを包むことで、おかめ、ひょっとこ、獅子舞など、日本伝統の「おめでたいもの」が表現される、折り紙の要素を採り入れた風呂敷包み。
- 「絵付伝承折紙」 － 日本各地に口頭伝承で伝わる折り紙の折り方をまとめ、イラストを付記した。
- 「こけしおり」 － こけしの形をした栞。
- 「TANGRAMちゃん」 － 古代中国発祥のタングラム（正方形を切り分けたパーツを用いるシルエットパズル）に着想を得て、タングラムと透明シートによる背景の組み合わせで物語を創作して遊ぶ。パーツの形はタングラム式のカットではなく、平安時代に日本で考案されたと伝わる「清少納言知恵の板」が基盤になっている[12]。

ほか、多数。

### デザイン
- 「岡山名物 きびだんご」パッケージデザイン

メンバーの出身地である岡山県の企業・山方永寿堂商品パッケージで、2012年（平成24年）にデザインした。このデザインについて軸原は「桃から桃太郎が飛び出してくるという「桃太郎」のストーリーをパッケージで表現した。おみやげでストーリーを持って帰ってもらえるように工夫した」と明かし、地元独自の土産物のデザインや商品開発を通して、「嘘のないストーリーを世界に発信していきたい」と語る。その言葉通り、同県高梁市の佐藤紅商店の柚子コショウ「吹屋の紅だるま」や、同市宇治町のもち麦、もち麦ビールなどのパッケージデザインも手掛け、「紅だるま」で2020年（令和2年）にアジアの優れたパッケージデザインに贈られるTOP AWARDS ASIAを受賞した。
- 京丹後市の地場産業・丹後ちりめんのパッケージや、京都府北部のキャッチフレーズ「海の京都」の手ぬぐい等のデザインなど、武田の地元である京都府北部地域でも同様に活動する[18]。2020年（令和2年）の新型コロナウイルス感染症流行期には、「海の京都」オリジナルの「まもろう3つの約束 」啓発ポスターやロゴデザインを担当した[43]。
- 香港のサンリオとキティちゃんの折り紙を共同開発したり、包み方で日本伝統の福もののデザインが現れる風呂敷など、企業とコラボした作品やパッケージデザインを多数手がける[7][19][21]。
- 美術館や博物館とのコラボ作品も多く、三鷹の森ジブリ美術館、ポーラ美術館、長谷川町子美術館などの各ミュージアムショップ専売の作品や[11]、東京国立博物館で2018年（平成30年）に入場者30万人をこえた特別展「縄文―1万年の美の鼓動」とのコラボ作品、2020年（令和2年）にリニューアルした海遊館のオフィシャルミュージアムショップのグッズを手掛けた[7][9][11][44][10]。

### 註釈
1. ↑  京都市の下鴨神社の付近で「加茂風折紙家元」と称して、伝承折り紙しかなかった時代に折り紙の創作や開発を行い、折り紙の普及を訴えて活動した折り紙作家。いくつかの著書のまえがきにおいて「折紙は民族精神に富み、一般民藝としても、學校手工の材料としても、美しい上品なもので、殊に幼童の手技として誠にふさわしい細工であります。併しながら、これまでの折紙細工は、あまりに型に嵌った傳統的なものばかりで、創作性に乏しかったが爲めに、次第に遠ざかるやうな傾があります。」と、創作折り紙の必要性を訴えている。アサヒグラフで連載を持つこともあった。著書に『手工教材 折紙細工』（昭和11年）、『をりがみざいく』（昭和13年）、『折紙のつくりかた』（昭和27年）などがある。昭和29年没。[25]。